# Zickzackspinner

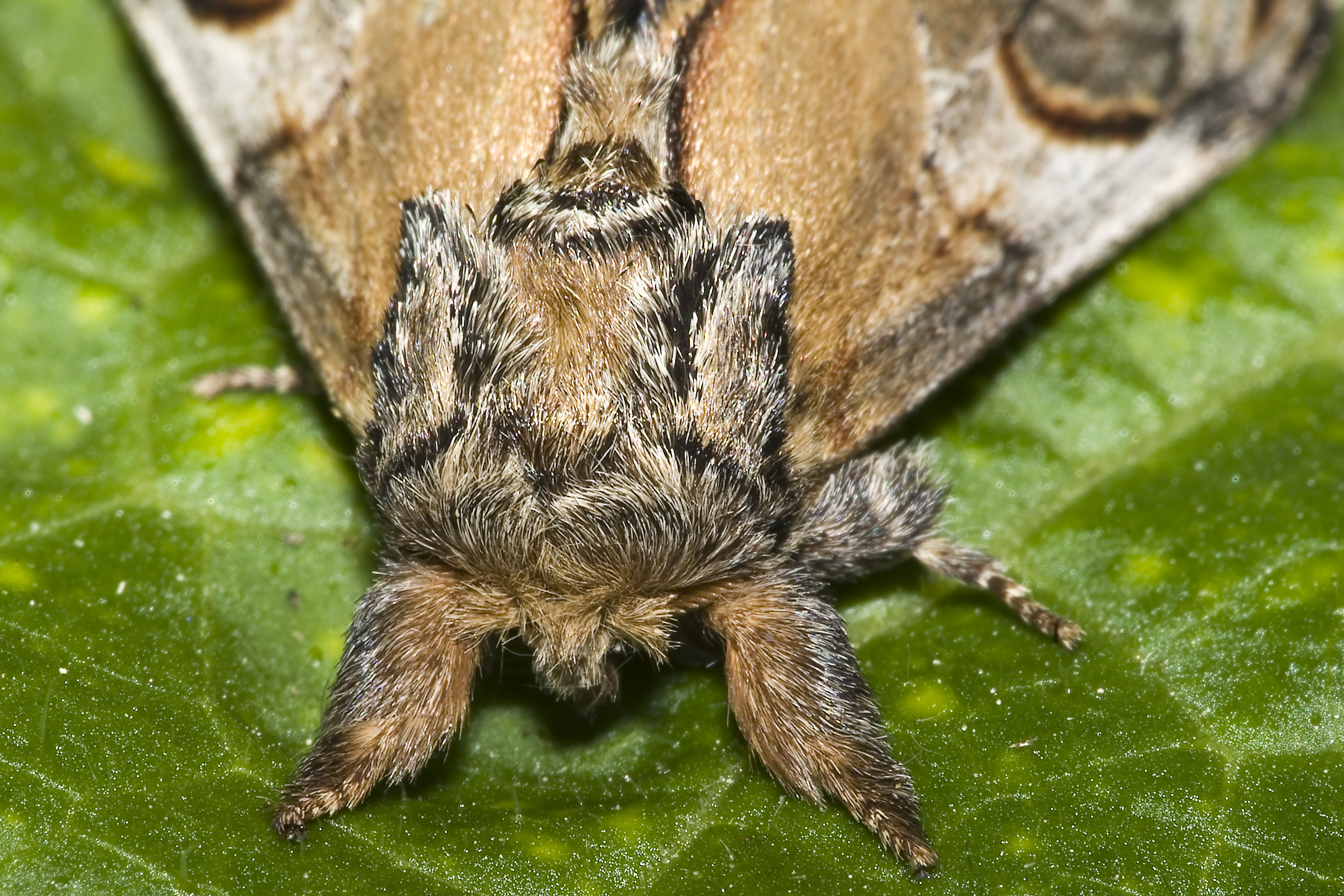
Kopfdetail

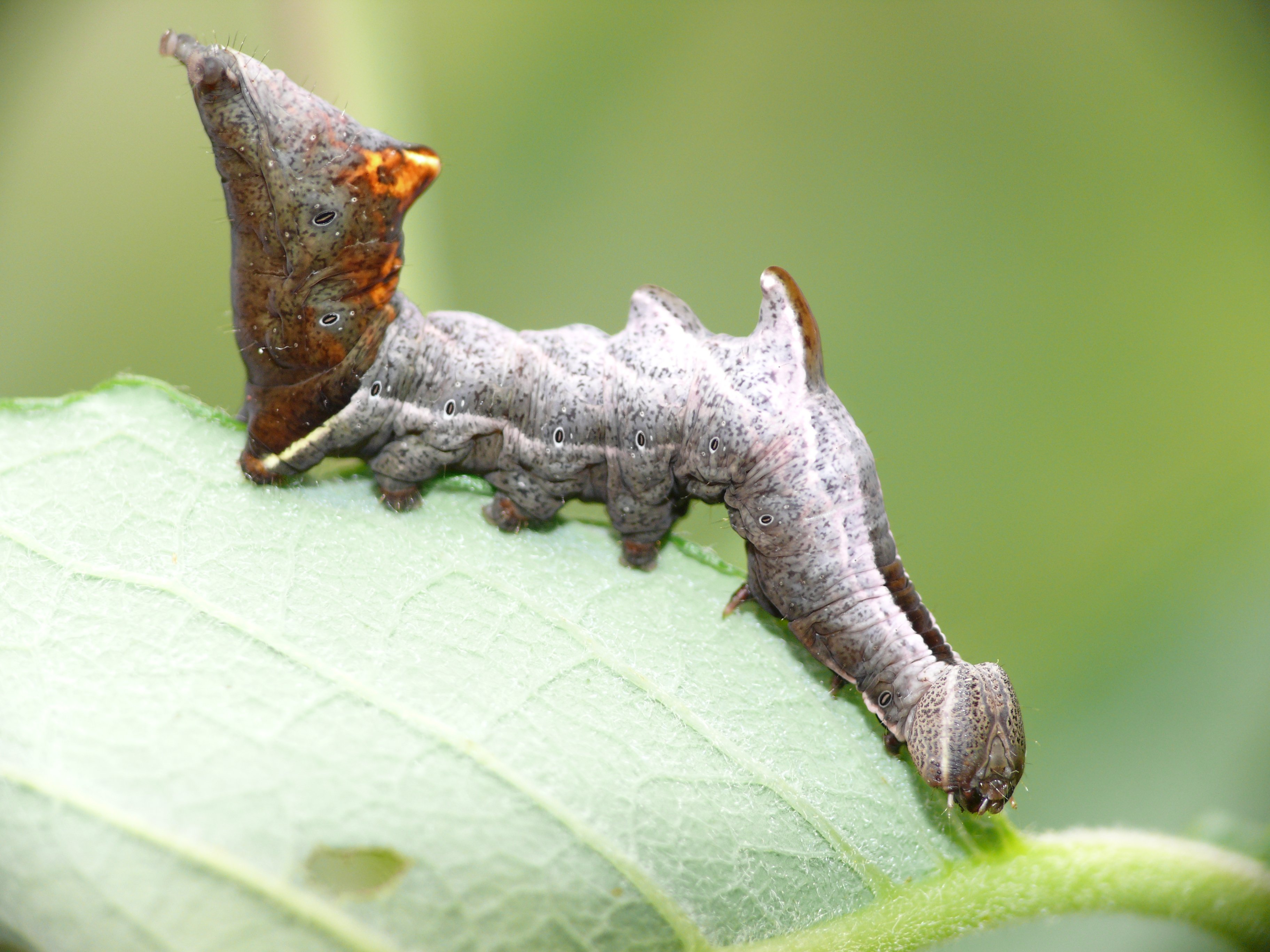
Raupe des Zickzackspinners an einer Sal-Weide (Salix caprea)

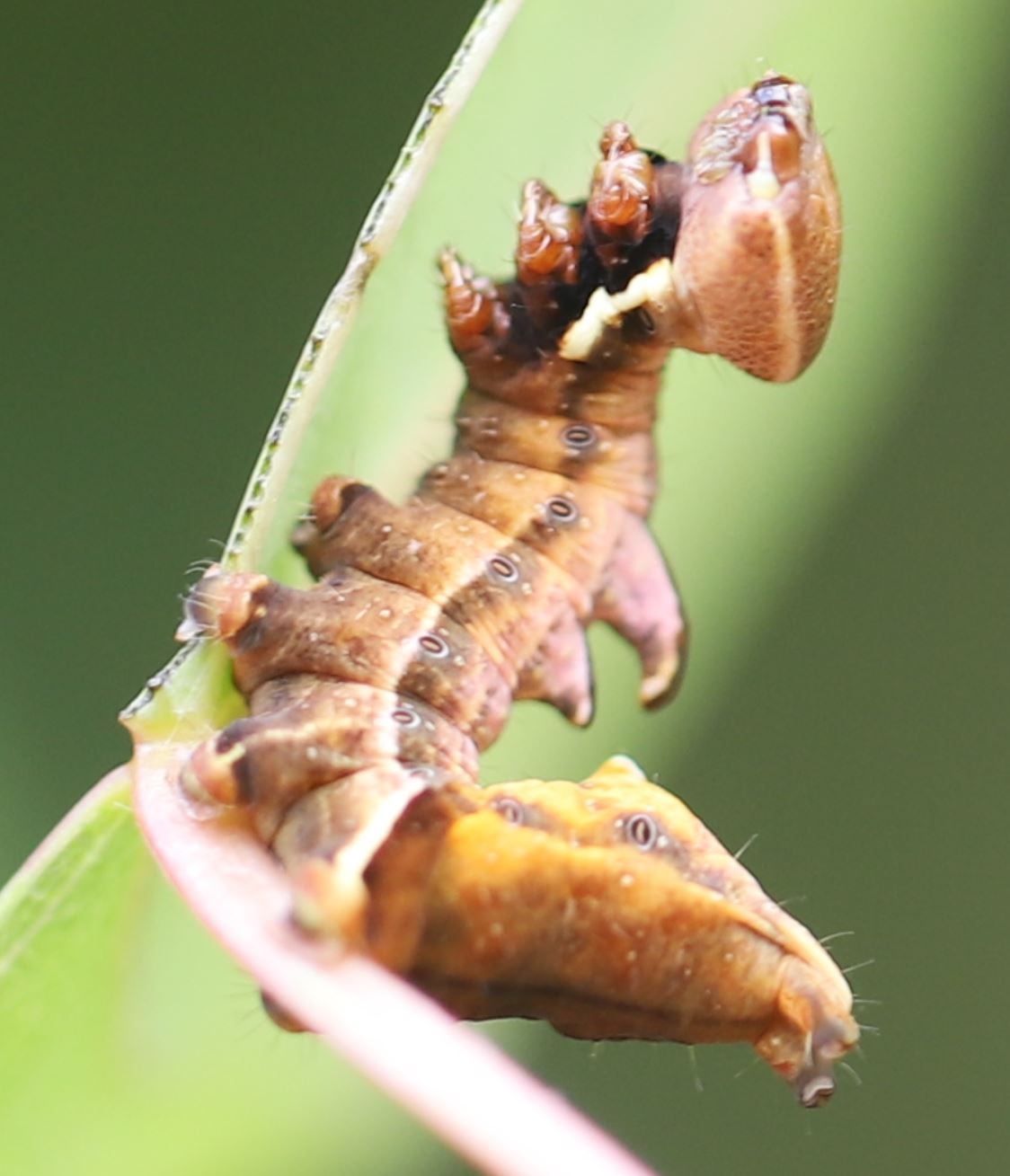
Jungraupe an Schwarz-Pappel (Populus nigra)

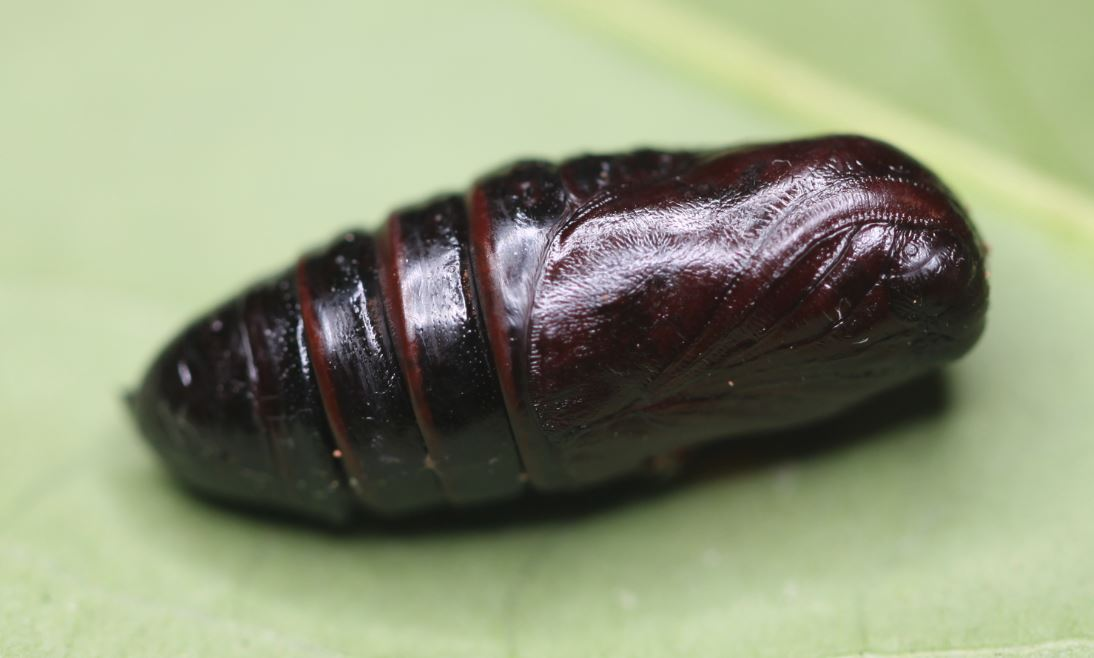
Puppe

Der Zickzackspinner (Notodonta ziczac, Syn.: Eligmodonta ziczac), auch Zickzack-Zahnspinner, ist ein Schmetterling (Nachtfalter) aus der Familie der Zahnspinner (Notodontidae).

## Merkmale
Die Falter erreichen eine Flügelspannweite von 37 bis 48 Millimetern. Ihre Vorderflügel sind am Vorderrand hellgrau und dunkel gezeichnet, der innere Teil der Flügel ist zimtbraun. Im grauen Bereich ist ein rundlicher dunkelgrauer Fleck, der zum Flügelansatz hin von einem dunklen Bogen begrenzt wird. Die Hinterflügel sind bei den Männchen hellgrau, bei den Weibchen dunkler grau.
Die Raupen werden ca. 40 Millimeter lang. Sie haben eine variable Grundfärbung die von graugrün über rosaviolett bis nach hell gelbbraun reicht. Auf ihren fünften, sechsten und elften Segmenten tragen sie je einen großen, auf dem siebenten einen kleinen Höcker am Rücken. Die Seiten der vordersten und hintersten Segmente sind rötlich gelb gefleckt. Das Analschild ist rosarot.

### Ähnliche Arten
Die Raupen sind denen des Gelbbraunen Zahnspinners (Notodonta torva) sehr ähnlich. Diese haben etwas höhere Rückenhöcker und der Höcker auf dem 11. Segment ist hinten rot und hat davor einen schmalen weißlichen Streifen.

## Vorkommen
Die Tiere kommen in Europa östlich bis Kleinasien und in Nordafrika vor und leben in leicht feuchten, halbschattigen oder sonnigen Gegenden mit Bewuchs ihrer Futterpflanzen, wie zum Beispiel an Waldwegen, in Kiesgruben oder am Rand von Mooren und Gewässern. Sie sind weit verbreitet und häufig.

## Lebensweise

### Flug- und Raupenzeiten
Die nachtaktiven Falter fliegen pro Jahr in zwei Generationen von Ende April bis Anfang Juni und von Anfang Juli bis September. Die Raupen aus den Eiern der ersten Generation findet man von August bis September, die der zweiten von Juni bis Juli im darauffolgenden Jahr.

### Nahrung der Raupen
Die Raupen ernähren sich vor allem von den Blättern der Zitterpappel (Populus tremula) und Sal-Weide (Salix caprea) aber auch von anderen Laubbäumen und Sträuchern wie zum Beispiel von Sandbirke (Betula pendula) und Gemeiner Hasel (Corylus avellana).

## Entwicklung
Die Weibchen legen ihre hellgrünen, rundlichen Eier in kleinen Gruppen an der Oberseite der Blättern der Futterpflanzen ab. Die Raupen sitzen in den Fresspausen an der Unterseite von Blattstielen und Zweigen. Dabei nehmen sie eine zickzackförmige Haltung ein, indem sie den Hinteren Teil und den Brustabschnitt nach oben winkeln. Sie sind dadurch vor Fressfeinden getarnt, viele Tiere werden aber Opfer von Parasiten. Die Verpuppung findet in einem lockeren Gespinst am Boden oder knapp unter der Oberfläche statt. Die etwa 19 mm langen Puppen sind rotbraun gefärbt. Die Puppenruhe beträgt etwa vier Wochen. Die voll entwickelten Raupen der zweiten Generation verpuppen sich im September und überwintert als Puppe.

## Parasitoide

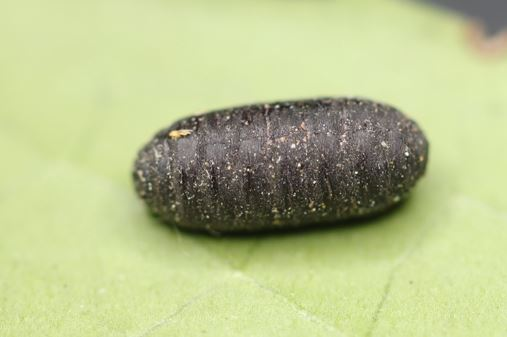
Puppe eines Hautflüglers als Larven-Puppenparasitoid einer überwinternden Schmetterlingspuppe, gemeinsam mit einer Raupenfliege

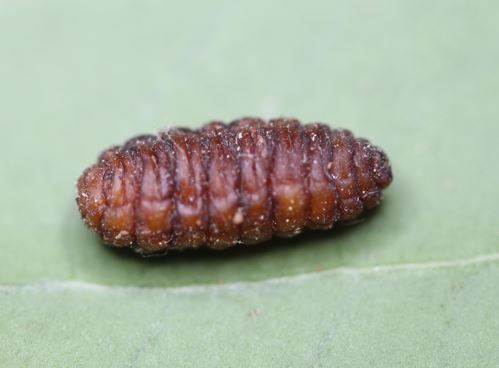
Puppe einer Raupenfliege als Larven-Puppenparasitoid einer überwinternden Schmetterlingspuppe, gemeinsam mit einem Hautflügler

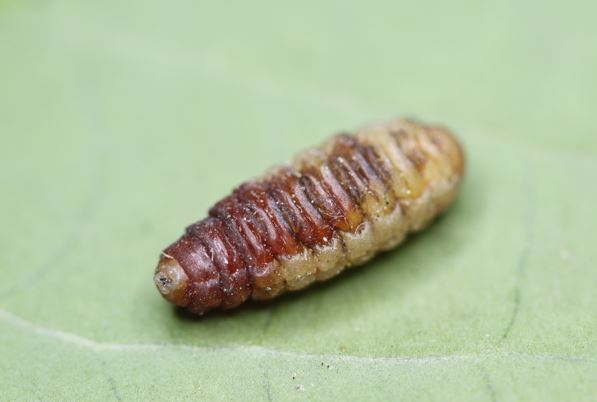
Puppe einer Raupenfliege als solitärer Larven-Puppenparasitoid einer überwinternden Schmetterlingspuppe

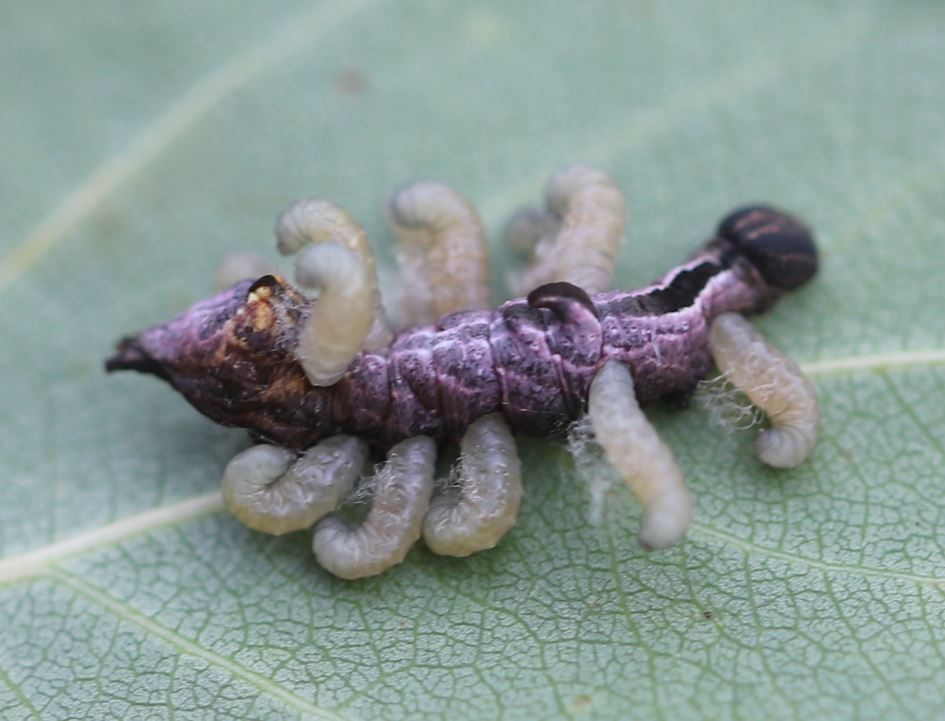
Etwa 12 Parasitoidenlarven verlassen eine mittelreife Raupe Mitte Oktober; Bestimmung über Barcode steht noch aus.

Der Zickzackspinner wird offenbar häufig Opfer verschiedener Larven- und Larven-Puppen-Parasitoide. Aus einer überwinternden Puppe schlüpfte die Larve einer Raupenfliege und eines Hautflüglers, die sich anschließend verpuppten. Leider kamen aus den Parasitoidenpuppen keine Imagines. Die Raupen des Zickzackspinners werden gelegentlich Opfer von Endoparasitoiden, vermutlich Brackwespen.